# Entidades Colaboradoras en Sanidad Vegetal
Se les denomina Entidades Colaboradoras en Sanidad Vegetal, o de forma acrónima ECSV, a todas aquellas agrupaciones (ATRIAs, ADVs...), sociedades (Sociedades civiles, SATs, Cooperativas...) o instituciones, ya sean públicas o privadas, que colaboran en materia de sanidad vegetal en una región determinada.

## Objetivos
Estas entidades tienen como objetivos:
- La utilización adecuada y actualizada de las técnicas y productos de control y lucha integrada contra las plagas de los cultivos que faciliten la puestas en el mercado de productos agrícolas seguros para el consumidor, mejorando la calidad de los alimentos y reduciendo el impacto ecológico de la lucha química.
- La resolución de consultas técnicas en materia de sanidad vegetal y lucha contra las plagas ante los problemas que puedan surgir en la aplicación de los planes anuales, ante la imprevisible evolución de las plagas de los cultivos.